# Округ Вилсон (Тексас)
Округ Вилсон (енгл. Wilson County) је округ у америчкој савезној држави Тексас. По попису из 2010. године број становника је 42.918.

## Демографија
Према попису становништва из 2010. у округу је живело 42.918 становника, што је 10.510 (32,4%) становника више него 2000. године.
| Група             | 2000.          | 2010.          |
| Белци             | 19.728 (60,9%) | 25.186 (58,7%) |
| Афроамериканци    | 392 (1,2%)     | 701 (1,6%)     |
| Азијати           | 98 (0,3%)      | 163 (0,4%)     |
| Хиспаноамериканци | 11.834 (36,5%) | 16.412 (38,2%) |
| Укупно            | 32.408         | 42.918         |